# Dagen derpaa
Dagen derpaa er en amerikansk stumfilm fra 1909 af D. W. Griffith.

## Medvirkende
- Arthur V. Johnson som Mr. Hilton
- Blanche Sweet
- Marion Leonard som Mrs. Hilton
- George Nichols
- Linda Arvidson